# Veronicastrum rhombifolium
Veronicastrum rhombifolium là một loài thực vật có hoa trong họ Mã đề. Loài này được (Hand.-Mazz.) Tsoong ex T.L. Chin & D.Y. Hong miêu tả khoa học đầu tiên năm 1979.